# Фернандес, Валери
Валери́ Ферна́ндес Эстра́да (исп. Valery Fernández Estrada; родился 23 ноября 1999 года) — испанский футболист, вингер клуба «Жирону», выступающий на правах аренды за клуб «Мальорка». 

## Биография
Начинал в молодежных клубах Паламос, затем его заметила Жирона и до 2011 года он тренировался и играл там. В 2011 году его заметила Ла-Масия. Он играл там с 2011 по 2014 год после чего он вернулся в Жирону. Скорее всего его не отобрали в более взрослый состав. В академии Жироны он не сразу закрепился, и его отдали в молодежный клуб Ла-Эскала. В 2018 году он выпустился из молодежной Жироны и начал профессиональную карьеру.
Начал профессиональную карьеру в испанском футбольном клубе «Жирона», позже его отдали в аренду в Фк Пералада. Он отыграл там 8 игр и забил мяч. На данный момент продолжает играть в Жироне, он уже успел забить 6 мячей за испанский клуб.